# 迈克·沙舍夫斯基

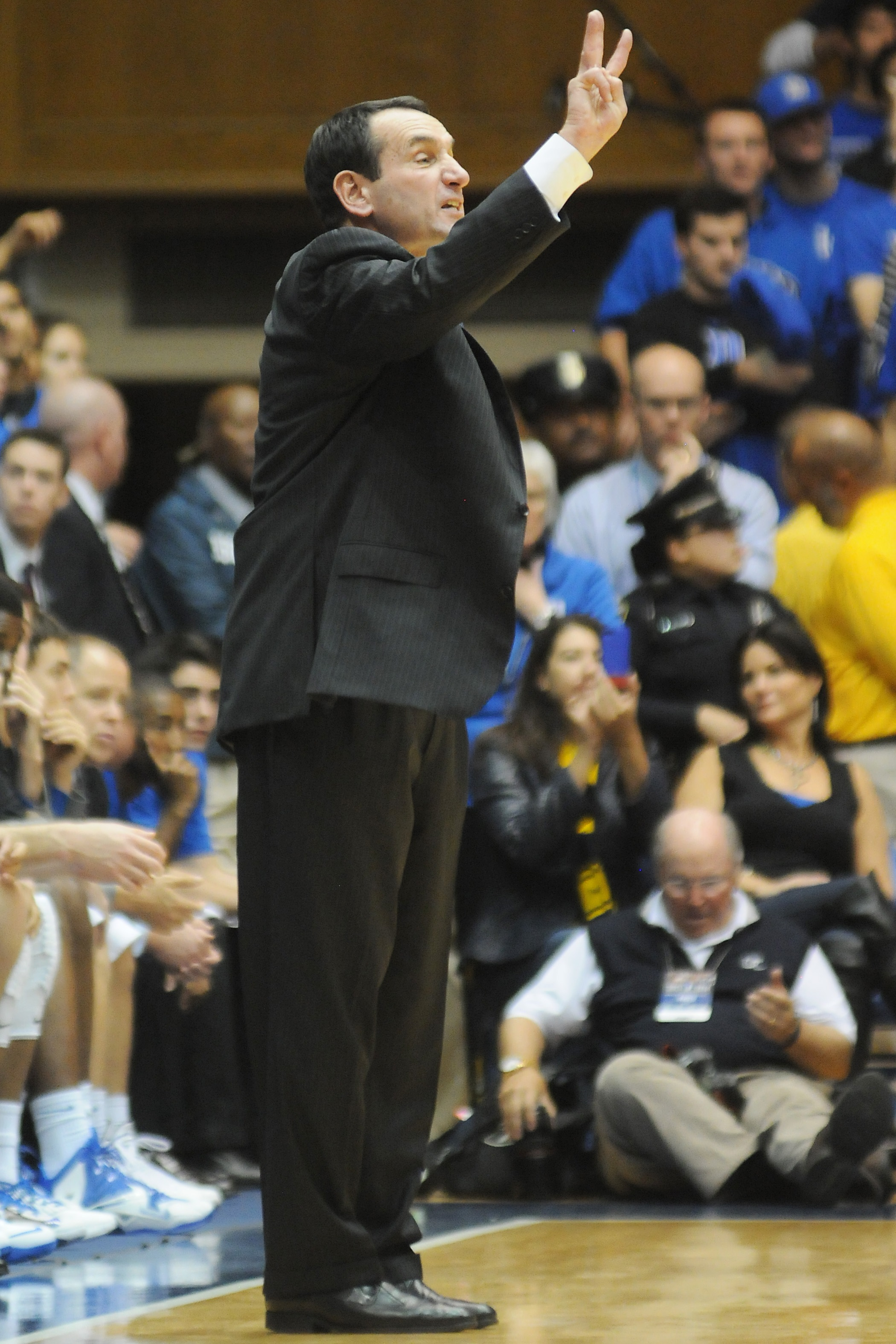
2013年沙舍夫斯基

迈克尔·威廉姆斯·沙舍夫斯基（英語：Michael William Krzyzewski，1947年2月13日—），简称迈克·沙舍夫斯基（Mike Krzyzewski），外号「K教练」（Coach K），是一名美國籃球教練，杜克大学的篮球主教练，培养出多名NBA球星。曾經擔任美国梦之队的主教练。
曾带队参加2008年北京奥运会。在2008年和2012年决赛率領美国隊以118：107和107：100擊敗西班牙隊連兩屆拿下金牌。也在土耳其舉辦的2010年世界籃球錦標賽在決賽幫助美國隊以81：64擊敗土耳其隊，也在西班牙舉辦的2014年世界籃球錦標賽在決賽幫助美國隊以129：92大勝塞爾維亞隊。在2016里約奧運男籃決賽以96-66擊敗塞爾維亞，達成以不敗之身完成奧運金牌三連霸的成就。
「K教練」沙舍夫斯基在2016里約奧運後卸下美國夢幻隊兵符。將由5枚冠軍戒指的聖安東尼奧馬刺總教練波波維奇(Gregg Popovich)接任。
2021年6月2日，沙舍夫斯基宣布他將在2021-22賽季結束後退役。副主教練謝爾(Jon Scheyer)被任命為主教練，等待賽季結束後成為球隊新任主教練。他最后一场帶領杜克大学的比赛為NCAA四强，球隊以81-77输给了北卡罗来纳大学。

## 名字发音
波兰后裔的沙舍夫斯基（Krzyzewski）名字相当难发音。波兰语里的发音（波兰语拼作Krzyżewski）是波蘭語發音：[kʂɨˈʐɛfskʲi]。英语化的发音是 /ʃə'ʃɛfski/，而他本人则读作/ʒəˈʒɛvski/。